# Донской курень (землячество)
Донской курень — землячество, казачий клуб, учреждённый донской казачьей интеллигенцией в начале XX века в Петербурге.

## Предыстория
До 1875 года на Руси, а затем и в Российской империи казачество рассматривалось лишь как военное сословие. Казаки обязаны были нести военную службу, а из прочих занятий им разрешалось только земледелие и подручные ремёсла. В 1875 году, с выходом правительственного указа, им была разрешена любая деятельность. Появилась возможность отдавать детей в учебные заведения, и к концу XIX века в столице появился довольно большой круг казачьей интеллигенции, занимавшей в столичном обществе высокое положение: профессор статистики, сенатор, начальник Академии Генерального штаба генерал А. М. Золотарёв; профессор Петербургского горного института И. В. Мушкетов; патолог и терапевт, профессор Военно-медицинской академии Л. В. Попов; биолог и выдающийся ботаник А. Н. Краснов; писатели А. И. Косоротов, Р. П. Кумов, И. М. Максимов; художники Н. Н. Дубовский и И. И. Крылов и другие.

## Культурная деятельность
Идея создания казачьего клуба, как места встреч и проведения досуга выходцев с Дона, принадлежала И. В. Мушкетову. В течение нескольких лет, до 1917 года, «Донской курень» был культурным центром не только для донцов — учащейся молодёжи, учёных, офицеров и деятелей культуры, но для казаков других войск, для всех остальных жителей столицы, желающих приобщиться к казачьей культуре. К дню донской казачки, 21 ноября, было традиционным проведение «Донского бала», на который приглашались именитые столичные артисты, происходившие из казачества — В. И. Ершов, В. Н. Давыдов, С. Г. Власов. Из Новочеркасска приезжал Войсковой хор.

## Политическая деятельность
После Февральской революции 1917 года «Донской курень» в большей степени стал политическим центром казачества. По предложению депутата государственной думы А. И. Саватеева инициативная группа должна была провести совместное собрание представителей казачьих частей и казачьей фракции Госдумы. На нём планировалось создать казачий комитет, в функции которого входило бы поддержание связи с Временным правительством и защита казачьих интересов. 5 апреля 1917 года по инициативе комитета был проведен первый общеказачий съезд под председательством М. П. Богаевского. Через несколько дней был учреждён Союз казачьих войск и его исполнительный орган — совет Союза казачьих войск.

## Источник
- Энциклопедия казачества. Москва, издательство «Вече», 2007 г. ISBN 978-5-9533-2096-2